# Automator
Automator is een applicatie ontwikkeld door Apple voor macOS waarmee via slepen en neerzetten een workflow voor geautomatiseerde taken kan worden gemaakt.
Met Automator is het mogelijk om repetitieve taken zonder menselijke tussenkomst uit te voeren. Er kan worden gekozen om taken te verrichten in toepassingen als Finder, Safari, Agenda, Contacten en meer. Daarnaast kan men ook kiezen uit bijvoorbeeld Microsoft Office of Adobe Photoshop.
Automator verscheen voor het eerst in 2005 in Mac OS X Tiger.

## Beschrijving
Met Automator kan de gebruiker via een grafische interface taken automatiseren zonder hiervoor een diepgaande kennis van programmeren te hebben. Door elementen te slepen in de gewenste volgorde kan een takenreeks of workflow worden samengesteld, op vergelijkbare manier zoals bij een visuele programmeertaal. Ook is het mogelijk taken 'op te nemen' tijdens het uitvoeren door de gebruiker.
Automator bevat een uitgebreide actielijst waar men uit kan kiezen. Enkele voorbeelden zijn hernoemen van bestanden, nieuw e-mailbericht aanmaken, importeren van foto's, pdf-bestanden doorzoeken, afbeeldingen bijsnijden en afdrukken, en het kopiëren van bestanden.
De takenreeks kan worden opgeslagen als een programma, voorziening, plug-in of mapactie.
Het pictogram voor Automator is een robot met een buis of pijp. Een pijplijn is in de informatica een term voor een reeks verwerkingselementen, waarbij de uitvoer van elk element de invoer is van het volgende.